# Tadehagi
Tadehagi es un género de plantas con flores con siete especies perteneciente a la familia Fabaceae. Es originario de Asia, África y Australia.

## Especies
- Tadehagi andamanicum
- Tadehagi godefroyanum
- Tadehagi kerrii
- Tadehagi pseudotriquetrum
- Tadehagi robustum
- Tadehagi rodgeri
- Tadehagi triquetrum